# Episodi di The Walking Dead (prima stagione)
La prima stagione della serie televisiva The Walking Dead, composta da sei episodi, è stata trasmessa in prima visione negli Stati Uniti d'America dall'emittente AMC dal 31 ottobre al 5 dicembre 2010.
In Italia la prima stagione è andata in onda in prima visione satellitare su Fox, canale a pagamento della piattaforma Sky, dal 1º novembre al 6 dicembre 2010. L'episodio pilota è stato trasmesso in chiaro da Cielo il 21 aprile 2012.
| nº | Titolo originale     | Titolo italiano  | Prima TV USA     | Prima TV Italia  |
| -- | -------------------- | ---------------- | ---------------- | ---------------- |
| 1  | Days Gone Bye        | I giorni andati  | 31 ottobre 2010  | 1º novembre 2010 |
| 2  | Guts                 | Una via d'uscita | 7 novembre 2010  | 8 novembre 2010  |
| 3  | Tell It to the Frogs | Bentornato papà  | 14 novembre 2010 | 15 novembre 2010 |
| 4  | Vatos                | Vatos            | 21 novembre 2010 | 22 novembre 2010 |
| 5  | Wildfire             | Esperimenti      | 28 novembre 2010 | 29 novembre 2010 |
| 6  | TS-19                | TS-19            | 5 dicembre 2010  | 6 dicembre 2010  |

## I giorni andati
- Titolo originale: Days Gone Bye
- Diretto da: Frank Darabont
- Scritto da: Frank Darabont

### Trama
(Rick Grimes; frase di apertura della serie "The Walking Dead")
Il vice sceriffo Rick Grimes rimane gravemente ferito al torace durante uno scontro a fuoco e cade in coma. Risvegliatosi tempo dopo in ospedale, trova la città apparentemente abbandonata e piena di cadaveri in decomposizione. Tornato a casa la trova vuota e in disordine, come se la moglie Lori e suo figlio Carl l'avessero abbandonato in fretta. Poco dopo incontra Morgan Jones e suo figlio Duane, due sopravvissuti che vivono nascondendosi nelle case abbandonate e gli raccontano che una sospetta pandemia ha ucciso quasi tutti gli esseri umani che si sono risvegliati come morti che camminano. Padre e figlio intendono andare ad Atlanta perché, secondo le ultime trasmissioni radio prima del blackout totale, è stata trasformata in un enorme centro di accoglienza e rifugio per i sopravvissuti. Morgan spiega a Rick che l'esercito protegge la città e al CDC si sta studiando una cura per fermare il contagio. I tre vanno alla stazione di polizia dove lavorava Rick recuperando armi e veicoli, ma Morgan e Duane decidono di aspettare a partire, quindi Rick consegna loro un walkie-talkie per rimanere in contatto. Mentre è in viaggio, Rick usa la ricetrasmittente dell'auto di pattuglia per cercare altre persone. Un gruppo di sopravvissuti che si è accampato in un bosco vicino alla città riceve il messaggio, ma non è in grado di rispondere; di esso fanno parte anche Carl, Lori e Shane, che nel frattempo ha iniziato una relazione con la donna. Giunto ad Atlanta, Rick scopre che la città è abbandonata: distratto da un elicottero che sorvola i grattacieli finisce circondato da una mandria di "vaganti" (così vengono chiamati gli infetti zombificati) e si rifugia all'interno di un carro armato abbandonato. D'un tratto, dalla ricetrasmittente del veicolo sente qualcuno che si prende gioco di lui.
- Guest star: Lennie James (Morgan Jones), Emma Bell (Amy).
- Altri interpreti: Jim Coleman (Lambert Kendal), Lindsay Edwards (Leon Basset), Keisha Tillis (Jenny Jones), Adrian Kali Turner (Duane Jones).
- Non accreditati: Melissa Cowan (Hannah), Sam Witwer (Vagante nel carro armato).
- Nota: Nella versione statunitense l'episodio pilota è durato all'incirca 60 minuti, mentre la versione internazionale, trasmessa anche in Italia, è stata ridotta a circa 45 minuti rimuovendo alcune scene. Domenica 7 novembre 2010 Fox Italia ha trasmesso l'episodio completo.
- Ascolti USA: telespettatori 5.345.000 – share 5%[2]

## Una via d'uscita
- Titolo originale: Guts
- Diretto da: Michelle MacLaren
- Scritto da: Frank Darabont

### Trama
Rick, seguendo le indicazioni del ragazzo alla trasmittente, riesce a scappare e a raggiungerlo. Con quest'ultimo, di nome Glenn si ricongiungono ad altri sopravvissuti: Andrea, Jacqui, Morales e lo scontroso Merle Dixon, che viene ammanettato da Rick sul tetto dopo aver aggredito un altro sopravvissuto, T-Dog. Con le strade invase, il gruppo tenta di fuggire dalle fognature ma si trova la strada sbarrata da una griglia. Su idea di Rick, l'ex sceriffo e Glenn si cospargono i vestiti delle interiora di un vagante, in modo da coprire il proprio odore e non essere notati dagli altri vaganti. Intanto T-Dog riesce a contattare il campo base dove ci sono anche Lori e Shane, ma quest'ultimo si dimostra contrario ad andare ad aiutarli, scatenando le ire di Amy, la sorella di Andrea. Rick e Glenn riescono a raggiungere un cantiere e a prendere un furgone per fuggire. Mentre Glenn attira i vaganti lontano dall'edificio facendo suonare l'antifurto di una Dodge Challenger che ha appena rubato, Rick raggiunge gli altri per trarli in salvo. T-Dog rimane indietro per togliere le manette a Merle, ma fa cadere, involontariamente, la chiave in un tubo di scarico: decide allora di lasciarlo sul tetto chiudendo con un lucchetto la porta di accesso per impedire ai vaganti di raggiungerlo. Rick fa salire tutti sul camion e li conduce lontano da Atlanta, mentre Glenn si diverte a guidare sull'autostrada deserta la sua nuova Challenger.
- Guest star: Michael Rooker (Merle Dixon), Emma Bell (Amy), Andrew Rothenberg (Jim), Juan Pareja (Morales).
- Altri interpreti: IronE Singleton (T-Dog), Jeryl Prescott Sales (Jacqui).
- Non accreditati: Sam Witwer (Vagante nel carro armato).
- Ascolti USA: telespettatori 4.707.000 – share 5%[3]

## Bentornato papà
- Titolo originale: Tell It to the Frogs
- Diretto da: Gwyneth Horder-Payton
- Scritto da: Charles H. Eglee e Jack LoGiudice (soggetto), Charles H. Eglee, Jack LoGiudice e Frank Darabont (sceneggiatura)

### Trama
I vaganti raggiungono il tetto e cercano di sfondare la porta di accesso; cercando di liberarsi Merle vede che la borsa dei ferri contiene un seghetto e cerca di prenderlo usando la cintura. Rick intanto arriva all'accampamento con Glenn e gli altri e riabbraccia gioiosamente Lori e Carl che lo avevano dato per morto. Shane è felice di rivedere ancora vivo il suo amico e collega Rick, ma è in una situazione imbarazzante per il fatto di aver da qualche tempo iniziato una relazione sentimentale con Lori. Daryl, il fratello minore di Merle, torna dalla caccia ed è furioso quando scopre che hanno abbandonato suo fratello ad Atlanta. Rick e T-Dog, sentendosi responsabili, si offrono di accompagnarlo per andarlo a salvare chiedendo anche l'aiuto di Glenn. Lori e Shane cercano di fare desistere Rick, ma egli spiega che intende recuperare il borsone delle armi che aveva perso dopo essersi rifugiato nel carrarmato e la radio al suo interno per contattare Morgan Jones. Dopo la partenza dei quattro per Atlanta, Lori intima a Shane di stare lontano dalla sua famiglia; arrabbiata anche perché Shane le aveva detto che il marito era morto. Subito dopo, vedendo Ed, un altro sopravvissuto, picchiare la moglie Carol, Shane si sfoga su di lui malmenandolo e intimandogli di non farlo mai più. Nel frattempo Rick e gli altri raggiungono il tetto dell'edificio, ma trovano solo la mano mozzata di Merle.
- Guest star: Norman Reedus (Daryl Dixon), Michael Rooker (Merle Dixon), Emma Bell (Amy), Andrew Rothenberg (Jim), Juan Pareja (Morales).
- Altri interpreti: IronE Singleton (T-Dog), Adam Minarovich (Ed Peletier), Melissa McBride (Carol Peletier), Jeryl Prescott Sales (Jacqui), Madison Lintz (Sophia Peletier), Maddie Lomax (Eliza Morales).
- Non accreditati: Viviana Chavez (Miranda Morales), Noah Lomax (Louis Morales).
- Ascolti USA: telespettatori 5.074.000 – share 5%[4]

## Vatos
- Titolo originale: Vatos
- Diretto da: Johan Renck
- Scritto da: Robert Kirkman

### Trama
Daryl e gli altri seguono le tracce di Merle e scoprono che si è cauterizzato la ferita con mezzi di fortuna ed è fuggito in strada. Intanto all'accampamento Jim, un altro dei sopravvissuti, ha un crollo psicologico confessando di essersi salvato mentre la sua famiglia veniva sbranata dagli zombie. Ad Atlanta Rick e gli altri tentano di recuperare il borsone con le armi, ma s'imbattono in una banda di ispanici: nella colluttazione improvvisa che ne segue Glenn viene rapito, ma Daryl riesce a trattenere uno di loro. Rick e gli altri lo portano al rifugio della banda proponendo uno scambio di ostaggi: gli ispanici pretendono di avere però anche le armi del borsone e lo stallo alla messicana che ne segue viene scongiurato dall'arrivo di un'anziana. Rick e gli altri scoprono che la banda protegge una casa di riposo, aiutando gli anziani che erano stati abbandonati al loro destino. Recuperato Glenn e divise le armi con loro, Rick e il gruppo tornano al furgone e scoprono che è sparito, forse rubato da Merle, e sono costretti a tornare indietro a piedi. Al calare della notte, un numeroso gruppo di vaganti attacca l'accampamento; nonostante l'arrivo di Rick e gli altri, Ed, Amy e altri vengono feriti mortalmente.
- Guest star: Norman Reedus (Daryl Dixon), Emma Bell (Amy), Andrew Rothenberg (Jim), Juan Pareja (Morales), Noel Gugliemi (Felipe).
- Altri interpreti: IronE Singleton (T-Dog), Adam Minarovich (Ed Peletier), Melissa McBride (Carol Peletier), Jeryl Prescott Sales (Jacqui), Madison Lintz (Sophia Peletier), Maddie Lomax (Eliza Morales), Neil Brown Jr. (Guillermo), Anthony Guajardo (Miguel), Gina Morelli (Abuela), James Gonzaba (Jorge).
- Non accreditati: Viviana Chavez (Miranda Morales), Noah Lomax (Louis Morales).
- Ascolti USA: telespettatori 4.754.000 – share 4%[5]

## Esperimenti
- Titolo originale: Wildfire
- Diretto da: Ernest Dickerson
- Scritto da: Glen Mazzara

### Trama
All'alba, Rick usa la ricetrasmittente per avvertire Morgan di non dirigersi ad Atlanta, sperando che l'uomo riceva il messaggio. Mentre il gruppo seppellisce i morti, Jacqui scopre che Jim  è stato morso da un vagante e allarma gli altri che lo mettono in quarantena. Shane vorrebbe dirigersi a Fort Benning, indicato come un posto sicuro, ma Rick vuole tentare di salvare Jim dirigendosi al Centro di Controllo Malattie (CCM) nella speranza di cura. Dopo una breve riunione, Shane decide di fidarsi del compagno e il gruppo decide di andare al CCM, mentre Morales e la sua famiglia decidono invece di cercare il resto dei familiari a Birmingham, in Alabama. Lasciato un messaggio per Morgan, durante il viaggio il camper di Dale ha un guasto e Jim, morente, chiede di essere lasciato per strada. Intanto al CCM, il dr. Jenner dopo l'ennesimo esperimento fallito, medita di arrendersi. Fuori dall'edificio arriva il gruppo di Rick che si trova davanti una serranda chiusa e i vaganti nella zona si avvicinano minacciosi. Rick nota che una telecamera di sicurezza è in funzione e implora di farsi aprire mentre tutti gli altri gli chiedono di andarsene; quando il gruppo è ormai accerchiato, la serranda finalmente si apre.
- Guest star: Norman Reedus (Daryl Dixon), Emma Bell (Amy), Andrew Rothenberg (Jim), Juan Pareja (Morales), Noah Emmerich (Dr. Edwin Jenner).
- Altri interpreti: Melissa McBride (Carol Peletier), Jeryl Prescott Sales (Jacqui), IronE Singleton (T-Dog), Adam Minarovich (Ed Peletier), Madison Lintz (Sophia Peletier), Maddie Lomax (Eliza Morales), Viviana Chavez (Miranda Morales).
- Non accreditati: Noah Lomax (Louis Morales).
- Ascolti USA: telespettatori 5.561.000 – share 5%[6]

## TS-19
- Titolo originale: TS-19
- Diretto da: Guy Ferland
- Scritto da: Adam Fierro e Frank Darabont

### Trama
Un flashback mostra Shane che tenta di salvare Rick dall'ospedale nel caos totale; egli si rese conto che trasportare l'amico, ancora in coma, fosse un'impresa impossibile e decise di lasciarlo lì, seppur con rammarico, sbarrando la porta di ingresso alla camera di Rick per tenerlo al sicuro. Al presente il gruppo di Rick entra nel CCM ed è accolto da Edwin Jenner, un ricercatore medico. Il dottore spiega che è l'unico scienziato rimasto poiché tutti i suoi colleghi sono fuggiti o morti, e di come i francesi fossero quasi riusciti a sviluppare una vaccino sperimentale prima del blackout totale. Dopo una buona cena e una notte di riposo, il gruppo torna a chiedere spiegazioni al dr. Jenner che ammette di non sapere ancora da cosa sia causata l'epidemia. Dale nota un orologio che scandisce il conto alla rovescia e scopre che è il tempo rimasto alle riserve di energia elettrica. Il dottor Jenner intrappola tutti i sopravvissuti chiudendo elettronicamente le porte della sala informatica e rivelando che all'esaurimento dell'energia ci sarà una "decontaminazione" con l'esplosione di bombe IPT22; egli ha portato avanti la ricerca dopo averlo promesso alla moglie, direttore del centro, ma ora tenta di convincere tutti che una morte indolore sia l'unica strada. Rick e i sopravvissuti implorano Edwin di farli uscire perché non vogliono arrendersi e il dottore infine cede, lasciandoli uscire e sussurrando qualcosa a Rick. Jacqui decide di morire rimanendo con Jenner perché non c'è niente ad aspettarla nel mondo e ha perso ogni speranza. Anche Andrea vuole fare lo stesso, ma desiste quando Dale, che ha ritrovato la voglia di vivere grazie a lei, non vuole abbandonarla. Andrea e Dale escono in tempo dall'edificio del CCM, che infine esplode mentre il gruppo di Rick si allontana.
- Guest star: Norman Reedus (Daryl Dixon), Noah Emmerich (Dr. Edwin Jenner).
- Altri interpreti: Melissa McBride (Carol Peletier), Jeryl Prescott Sales (Jacqui), IronE Singleton (T-Dog), Madison Lintz (Sophia Peletier).
- Ascolti USA: telespettatori 5.972.000 – share 6%[7]